# Éder Souza
Éder Antônio Souza (né le 15 octobre 1986 à Araraquara) est un athlète brésilien, spécialiste du 110 mètres haies.
Il participe pour le Brésil aux Championnats du monde 2007 et 2015, en étant éliminé dès les séries. Son meilleur temps est de 13 s 46 (+ 1,4 m/s) obtenu en 2015 à São Bernardo do Campo, minima pour les Jeux olympiques de Rio.